# Heterokrohnia longidentata
Heterokrohnia longidentata är en djurart som tillhör fylumet pilmaskar, och som beskrevs av Kapp och Hagen 1985. Heterokrohnia longidentata ingår i släktet Heterokrohnia och familjen Eukrohniidae. Inga underarter finns listade i Catalogue of Life.